# Hitzkirch
Hitzkirch (toponimo tedesco) è un comune svizzero di 5 975 abitanti del Canton Lucerna, nel distretto di Hochdorf.

## Geografia fisica
Hitzkirch si estende ai piedi delle alture del Lindenberg e comprende una parte del lago di Baldegg.

## Storia
Il 1º giugno 1897 ha inglobato il comune soppresso di Richensee, il 1º gennaio 2009 quelli di Gelfingen, Hämikon, Mosen, Müswangen, Retschwil e Sulz e nel 2021 quello di Altwis.

## Monumenti e luoghi d'interesse
- Commenda di Hitzkirch, commenda dell'Ordine teutonico attestata dal 1235[3];
- Chiesa parrocchiale cattolica di San Pancrazio, già chiesa commendataria romanica eretta nel XIII secolo, ricostruita nel 1684 da Jeremias Schmid e ampliata con facciata neobarocca nel 1914-1917 da Wilhelm Hanauer[3].

## Società

### Evoluzione demografica
L'evoluzione demografica è riportata nella seguente tabella (dal 1900 con Richensee, dal 2010 con Gelfingen, Hämikon, Mosen, Müswangen, Retschwil e Sulz):
Abitanti censiti

## Geografia antropica

### Frazioni
Le frazioni di Hitzkirch sono:
- Altwis[5]
- Gelfingen[6]
- Hämikon[7]
  - Hämiker Berg
- Mosen[8]
- Müswangen[9]
- Retschwil[10]
  - Stäflige
  - Wolfetschwil
- Richensee[11]
- Sulz[12]

## Infrastrutture e trasporti

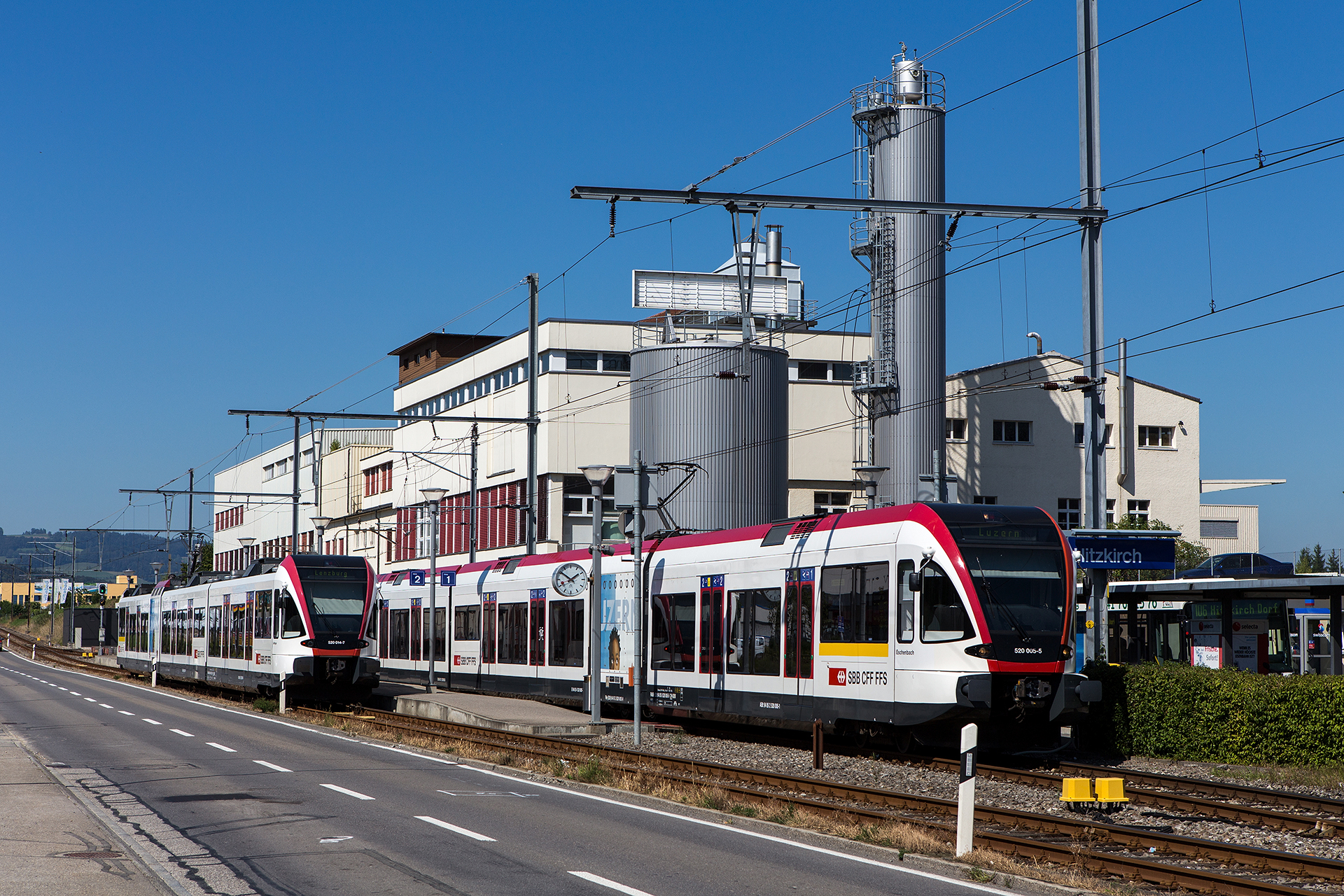
La stazione di Hitzkirch

Il comune di Hitzkirch è servito dall'omonima stazione e da quelle di Gelfingen e di Mosen delle Ferrovie Federali Svizzere, sulla linea della Seetal.